# Splaiul Independenței
Splaiul Independenței este o arteră din București, una din principalele căi de circulație ale municipiului care traversează centrul orașului de la nord-vest la sud-est, se continuă cu Splaiul Unirii.

## Clădiri
- Palatul de Justiție
- Facultatea de Filosofie
- Facultatea de Biologie
- Facultatea de Medicină Veterinară
- Institutul Victor Babeș
- Clădirea Institutului de Chimie Teoretică
- Opera Center
- Spitalul Universitar
- Opera Română
- Spitalul Cotroceni

## Locuri
- Complexul Studențesc Regie
- Parcul Eroilor
- Parcul Izvor

## Poduri
- Podul Ciurel
- Podul Grozăvești
- Podul Cotroceni
- Podul Eroilor
- Podul Izvor
- Podul Națiunile Unite